# Toshihiro Horikawa
Toshihiro Horikawa (堀河 俊大 Horikawa Toshihiro?, nacido el 28 de mayo de 1989 en Kagawa) es un futbolista japonés que se desempeña como centrocampista.

## Trayectoria

### Clubes
| Club                | País  | Año         |
| ------------------- | ----- | ----------- |
| Kamatamare Sanuki   | Japón | 2012 - 2015 |
| Suzuka Unlimited FC | Japón | 2016 -      |

## Estadística de carrera

### J. League
| Club              | Año   | J. League | J. League | Copa J. League | Copa J. League | Total | Total |
| Club              | Año   | Part.     | Goles     | Part.          | Goles          | Part. | Goles |
| ----------------- | ----- | --------- | --------- | -------------- | -------------- | ----- | ----- |
| Kamatamare Sanuki | 2014  | 15        | 0         | -              | -              | 15    | 0     |
| Kamatamare Sanuki | 2015  | 3         | 0         | -              | -              | 3     | 0     |
| Total             | Total | 18        | 0         | 0              | 0              | 18    | 0     |